# Аллантоиновая кислота
Аллантоиновая кислота (аллантоевая кислота) — 2,2-диуреидоуксусная кислота, бесцветные кристаллы, растворимые в воде. 
Аллантоиновая кислота — продукт пуринового обмена у различных организмов, образуется при гидролизе (S)-аллантоина, катализируемом ферментом аллантоиназой (КФ 3.5.3.9). Аллантоин же образуется из мочевой кислоты.
Аллантоиновая кислота далее может метаболизироваться по двум различным путям — с образованием мочевины или аммиака.
Под действием аллантоиказы аллантоиновая кислота гидролизуется до мочевины и S-(−)-уреидогликолата, который, в свою очередь, подвергается катализируемому уреидогликолат лиазой (КФ 4.3.2.3) гидролизу с образованием мочевины и глиоксилата.
В случае катализа аллантоат деиминазой (КФ 3.5.3.9) гидролиз аллантоиновой кислоты идёт до аммиака и (S)-уреидоглицина, который затем гидролизуется с образованием аммиака и S-(−)-уреидогликолата. Этот метаболический путь используется бактериями и растениями и позволяет повторно использовать азот, высвобождающийся при катаболизме пуринов; у растений ферментативная система этого пути локализована в эндоплазматическом ретикулюме.
У некоторых чешуекрылых аллантоиновая кислота является основным азотистым экскретом.